# Огайо (Іллінойс)
Огайо (англ. Ohio) — селище (англ. village) в США, в окрузі Бюро штату Іллінойс. Населення — 465 осіб (2020).

## Географія
Огайо розташоване за координатами 41°33′21″ пн. ш. 89°27′38″ зх. д. / 41.55583° пн. ш. 89.46056° зх. д. (41.555958, -89.460529).  За даними Бюро перепису населення США в 2010 році селище мало площу 2,08 км², уся площа — суходіл.

## Демографія
Згідно з переписом 2010 року, у селищі мешкало 513 осіб у 204 домогосподарствах у складі 148 родин. Густота населення становила 247 осіб/км².  Було 240 помешкань (115/км²).
Расовий склад населення:
| - 97,1 % — білих - 0,4 % — чорних або афроамериканців |

До двох чи більше рас належало 2,1 %. Частка іспаномовних становила 2,9 % від усіх жителів.
За віковим діапазоном населення розподілялося таким чином: 23,2 % — особи молодші 18 років, 60,6 % — особи у віці 18—64 років, 16,2 % — особи у віці 65 років та старші. Медіана віку мешканця становила 40,6 року. На 100 осіб жіночої статі у селищі припадало 89,3 чоловіків;  на 100 жінок у віці від 18 років та старших — 94,1 чоловіків також старших 18 років.
Середній дохід на одне домашнє господарство  становив 61 704 долари США (медіана — 55 625), а середній дохід на одну сім'ю — 77 000 доларів (медіана — 80 179). Медіана доходів становила 52 222 долари для чоловіків та 30 625 доларів для жінок. За межею бідності перебувало 15,8 % осіб, у тому числі 24,5 % дітей у віці до 18 років та 2,7 % осіб у віці 65 років та старших.
Цивільне працевлаштоване населення становило 204 особи. Основні галузі зайнятості: освіта, охорона здоров'я та соціальна допомога — 25,5 %, роздрібна торгівля — 18,1 %, транспорт — 10,8 %, виробництво — 10,3 %.